# Mexicaanse tijgerroerdomp
De Mexicaanse tijgerroerdomp (Tigrisoma mexicanum) is een reigersoort uit Centraal-Amerika.

## Leefomgeving
De Mexicaanse tijgerroerdomp is een vogel welke behoort tot de reigerfamilie. Hij komt voor van Mexico tot het noordwestelijke deel van Colombia. Deze reiger is meestal te vinden in open en waterrijke gebieden.

## Uiterlijk
De ongeveer 80 cm grote vogel is bruin gekleurd met op de nek, hals, borst, vleugels donker bruine strepen. Aan deze strepen heeft hij ook de naam tijgerroerdomp te danken. De vogel heeft een gele vlek onder de keel en rondom de ogen. Op de kop zit een donkerbruin tot zwarte kroon. De hals van de vogel is wit tot aan de borst. Hij heeft een spits toelopende grijze snavel en eveneens grijze poten.

## Gedrag
De Mexicaanse tijgerroerdomp gebruikt dezelfde jachttechniek als de meeste reigersoorten. Compleet roerloos staat hij aan de oever te wachten tot zijn maaltijd voorbij komt zwemmen, daarbij geholpen door de schutkleuren van de vogel. De vogel jaagt voornamelijk 's nachts en tijdens schemering.

## Voedsel
De Mexicaanse tijgerroerdomp jaagt voornamelijk op vis. Maar ook garnalen en kreeftjes staan op het menu, evenals kikkers. Af en toe achtervolgt de vogel ook langzaam en onopvallend zijn prooi.

## Voortplanting
Het vrouwtje legt 2 à 3 witte met lichtgroen gestipte eieren. Het nest van de Mexicaanse tijgerroerdomp is bijna altijd te vinden in een boom en is gemaakt van stevige takken en bladeren. Na een broedperiode van iets meer dan een maand komen de jongen uit het ei.

## Status
De grootte van de populatie is in 2008 geschat op 50-500 duizend volwassen vogels. Op de Rode lijst van de IUCN heeft deze soort de status niet bedreigd.

## Afbeeldingen

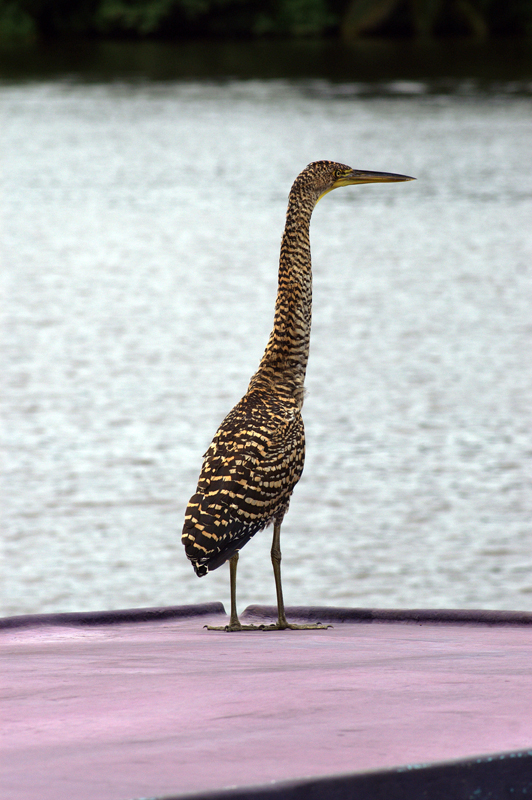
Mexicaanse tijgerroerdomp in Tortuguero - Costa Rica.
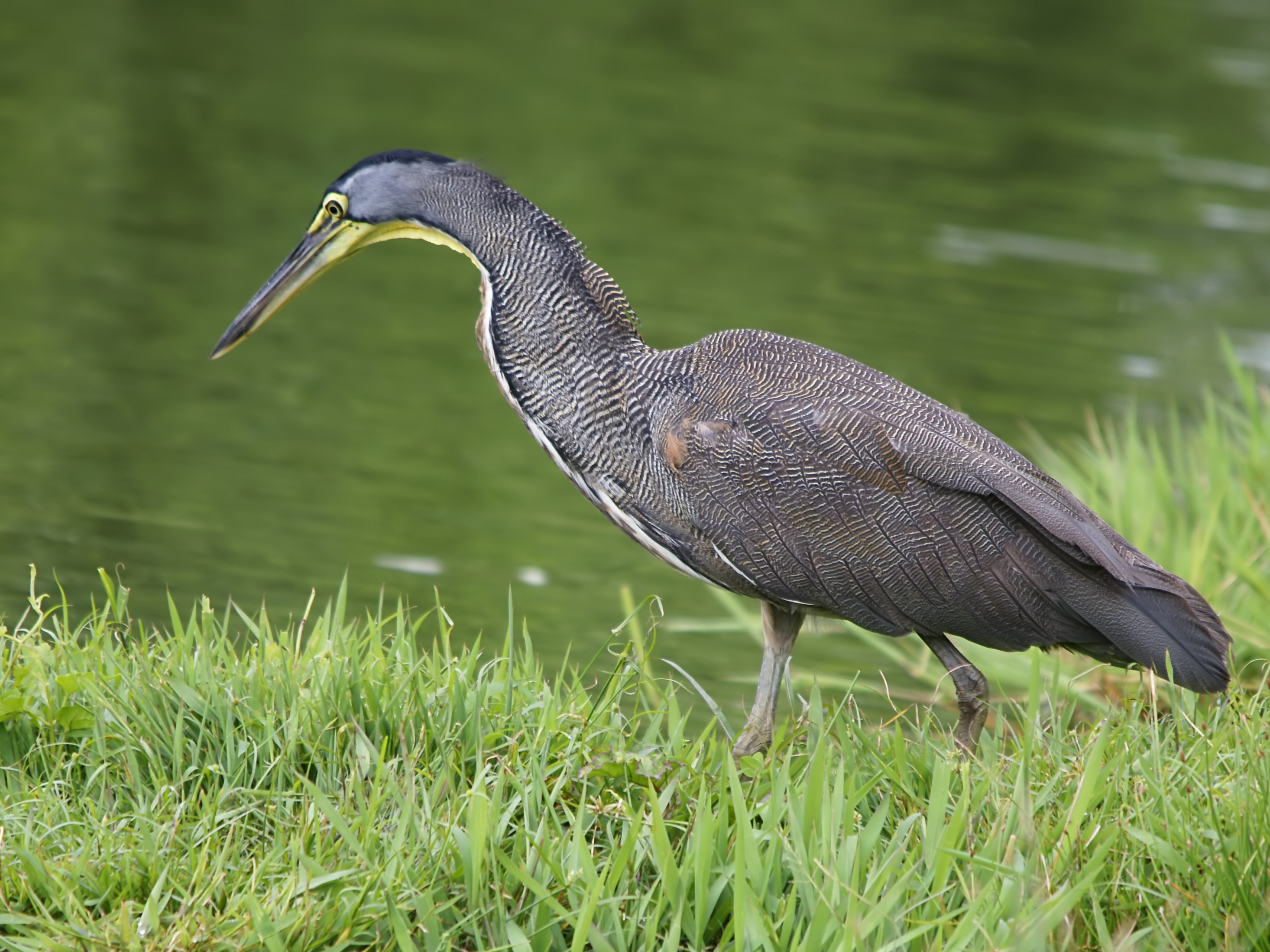
Mexicaanse tijgerroerdomp in Rincon de la Vieja - Costa Rica.
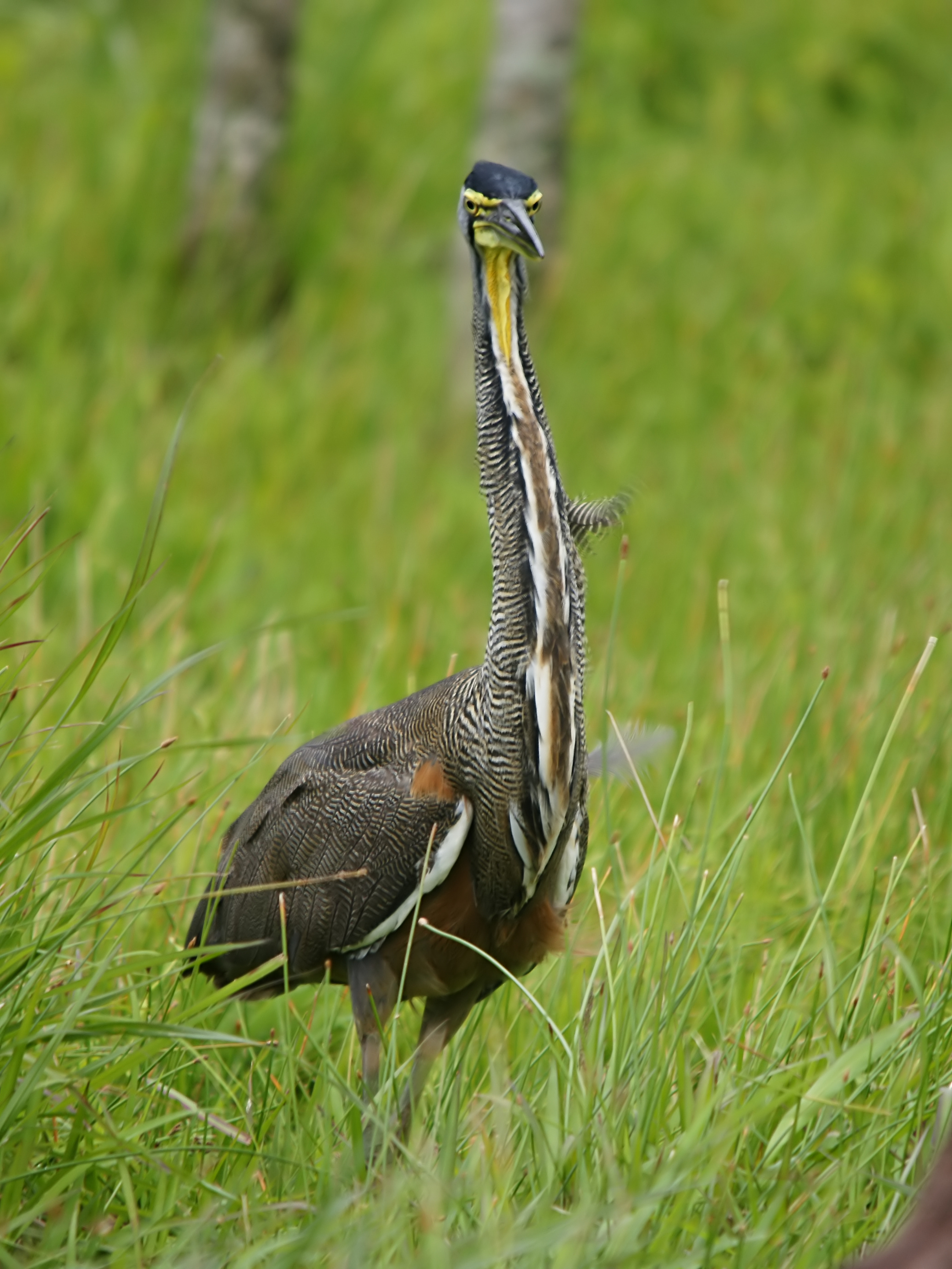
Mexicaanse tijgerroerdomp
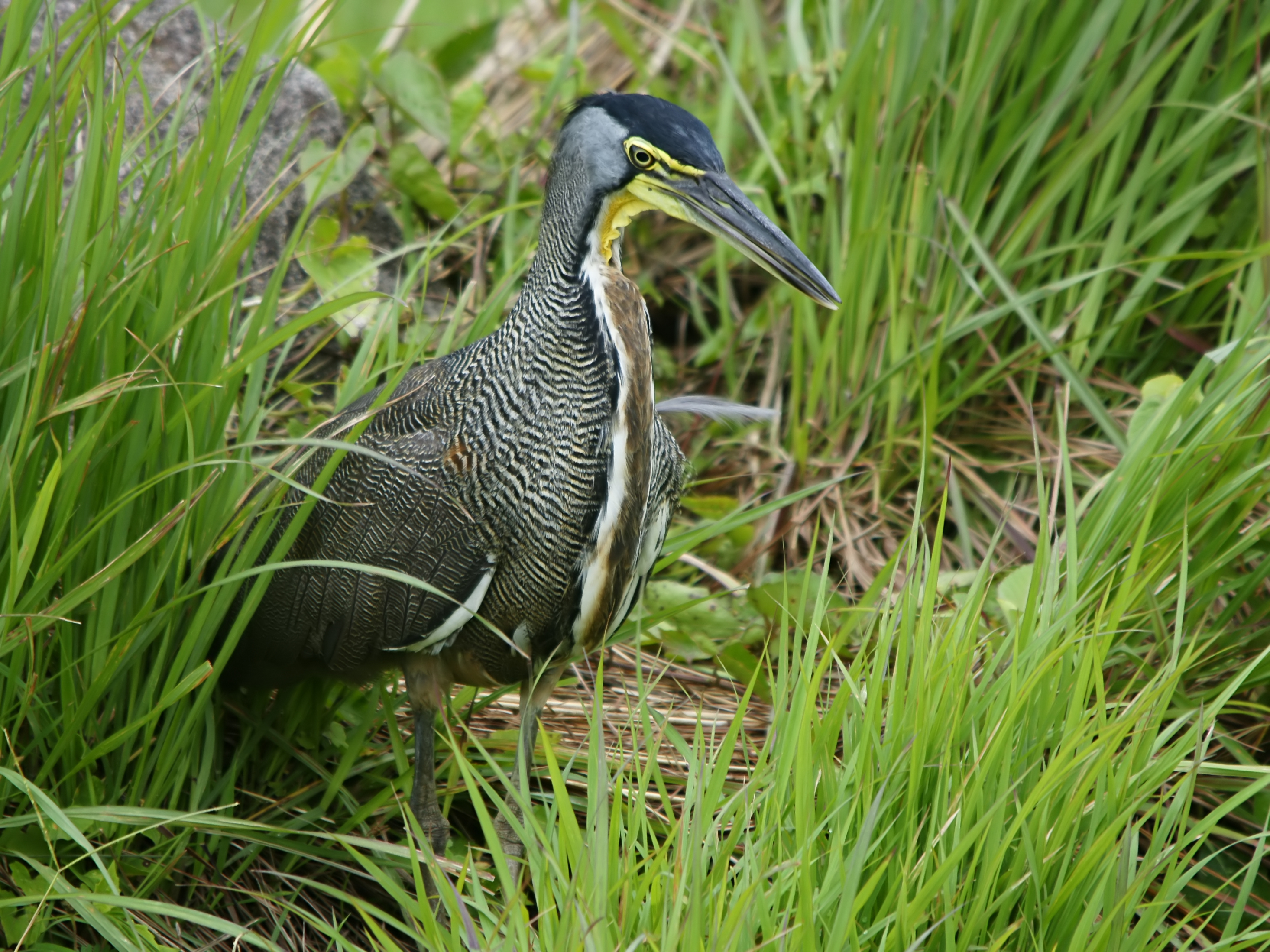
Mexicaanse tijgerroerdomp